# پسوند دندانی
پسوندهایِ دندانی (به انگلیسی: ِDental suffixes) در زبان‌هایِ هند و اروپایی، گروهی از پسوندها هستند که با همخوانی دندانی یا لثه‌ای (بیشتر /t/، /d/ یا /ð/) آغاز می‌شوند و برایِ واژه‌سازی از ریشه‌یِ فعل به کار می‌روند.
در زبانِ پارسی، پس‌وندهایِ دندانیِ زیر به چشم می‌خورند:
- پسوندِ دندانیِ /-t/، برایِ ساختنِ بنِ گذشته: ساخت /sɒxt/، سرشت /sereʃt/
- پسوندِ دندانیِ /tæn-/، برایِ ساختنِ مصدر: انداختن /ændɒxtæn/، انباشتن /ænbɒʃtæn/

پسوندِ دندانیِ /tɒr-/ در ساختارهایِ وندیِ انگشت‌شماری به چشم می‌خورد:
- کُنش: گفتار /goftɒr/
- صفتِ کُنش‌پذیر: گرفتار /gereftɒr/
- صفتِ کُنش‌گرِ ساده: خواستار /xɒstɒr/

در این زبان نه تنها ریشه‌یِ فعل، بلکه بُنِ حال (و بسیار به‌نُدرت، بُنِ گذشته) هم می‌توانند کانونِ پسوندهایِ دندانی شوند.